# Закон Шперера

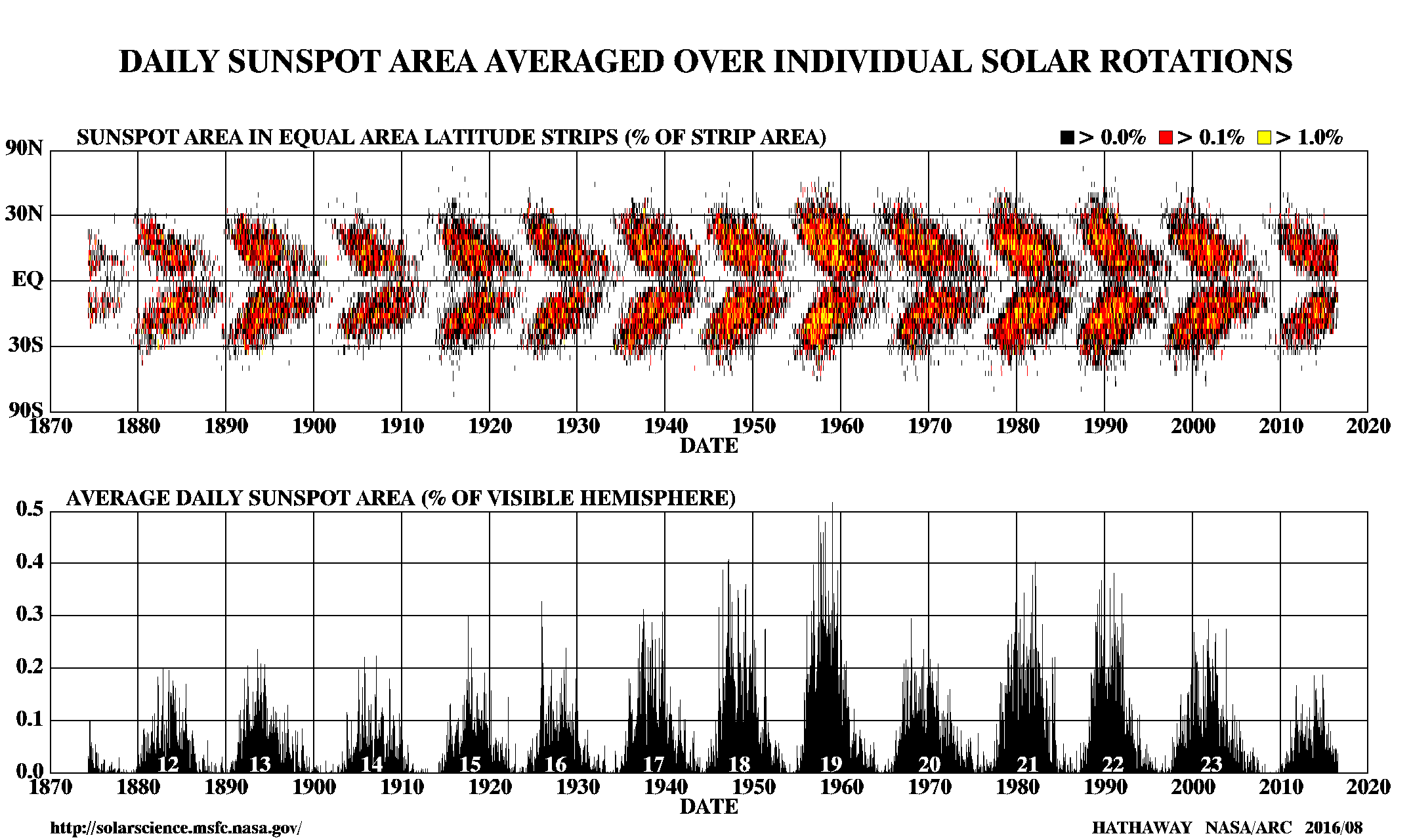

Закон Шперера — емпіричний закон у фізиці Сонця, який описує зміну геліографічних широт, на яких утворюються сонячні плями та інші активні області протягом сонячного циклу. Його відкрив англійський астроном Річард Крістофер Керрінгтон близько 1861 року. Робота Керрінгтона була вдосконалена німецьким астрономом Густавом Шперером.
На початку сонячного циклу активні області зазвичай з'являються на поверхні Сонця на широті від 30° до 45°. Протягом циклу вони з'являються на все нижчих і нижчих широтах. У сонячному максимумі їхня середня широта зменшується до 15°, а в кінці циклу — приблизно до 7°. Коли старий цикл сонячних плям згасає, перші активні області нового циклу знову з'являються на високих широтах.